# Sinal de Alerta
Sinal de Alerta é uma telenovela brasileira produzida e exibida pela TV Globo de 31 de julho de 1978 a 26 de janeiro de 1979, em 116 capítulos. Substituiu O Pulo do Gato, sendo a 26ª "novela das dez" exibida pela emissora.
Escrita por Dias Gomes, auxiliado por Walter George Durst nos 30 capítulos finais, foi dirigida por Walter Avancini, Jardel Mello e Paulo Ubiratan. 
Contou com Paulo Gracindo, Yoná Magalhães, Vera Fischer, Jardel Filho, Isabel Ribeiro e Carlos Eduardo Dolabella nos papéis principais.

## Sinopse
Tião Borges enriquece de forma rápida e torna-se conhecido. Separado há cinco anos de Talita, ele quer se divorciar, mas ela não aceita. Quer se casar com a jovem Sulamita Montenegro, criada sob rígidos padrões morais e que, por isso, mantém com ele um noivado seguido de perto.

## Elenco
| Interprete                | Personagem                         |
| ------------------------- | ---------------------------------- |
| Paulo Gracindo            | Sebastião Borges (Tião Borges)     |
| Yoná Magalhães            | Talita Borges                      |
| Vera Fischer              | Sulamita Montenegro (Sula)         |
| Jardel Filho              | Rudi Caravaglia                    |
| Eduardo Conde             | Nilo Bastos                        |
| Bete Mendes               | Vera Miranda Bastos                |
| Carlos Eduardo Dolabella  | Chico Tibiriçá                     |
| José Augusto Branco       | Lúcio Braga                        |
| Vanda Lacerda             | Melinda Montenegro                 |
| Mara Rúbia                | Cotinha Montenegro (Tia Cotinha)   |
| Carmem Silva              | Coló Montenegro (Tia Coló)         |
| Dorinha Duval             | Ofélia Benson                      |
| Angelina Muniz            | Rita Benson                        |
| Isabel Ribeiro            | Consuelo (Consu)                   |
| Ruth de Souza             | Adelaide                           |
| Milton Gonçalves          | Rafael (Rafa)                      |
| Paulo Gonçalves           | Nicanor Miranda                    |
| Ana Ariel                 | Constança Miranda                  |
| Macedo Neto               | Ademar Amaral                      |
| Sônia Regina              | Martinha Miranda                   |
| Luiz Armando Queiroz      | Eduardo (Duda)                     |
| Nelson Caruso             | Norival (Nori)                     |
| Jorge Botelho             | Bruno Martini                      |
| Elza Gomes                | Henriqueta                         |
| Renata Sorrah             | Selma                              |
| Dary Reis                 | Dr. Azevedo                        |
| Dulce Conforto            | Mariangela                         |
| Fernando Eiras            | Mario Augusto (Mariozinho)         |
| Samir de Montemor         | Dr. Etevaldo Rocha                 |
| Murilo Néri               | Dr. Otacílio Moreira               |
| Manfredo Colassanti       | Giuseppe Mazzola                   |
| Antônio Carlos Ganzarolli | Teodoro                            |
| Augusto Olímpio           | Detetive Rato                      |
| Tony Ferreira             | Padre Mauro                        |
| Tamara Taxman             | Geórgia                            |
| Ruy Rezende               | Fumaça                             |
| Arthur Costa Filho        | Souza                              |
| Leila Cravo               | Daisy                              |
| Roberto Murtinho          | Seu Loiola                         |
| Roberto Silveira Filho    | Sebastião Borges Filho (Tiãozinho) |
| Fernando Marcondes        | Carlos Bastos Vilar (Carlinhos)    |

### Participações especiais
| Interprete             | Personagem                                                     |
| ---------------------- | -------------------------------------------------------------- |
| Arlindo Thadeu Barreto | Luiz (namorado de Martinha)                                    |
| Betina Vianny          | Justina (secretária de Talita)                                 |
| Brandão Filho          | Polidoro Gonçalves (maestro aposentado, vizinho de Talita)     |
| Cecília Simões         | Clarisse (secretária de Lúcio)                                 |
| Cláudio Fontes         | Advogado                                                       |
| Clementino Kelé        | Sansão (segurança de Tião)                                     |
| Ed Heath               | Engenheiro                                                     |
| Fernando José          | Júlio Moura (chefe de reportagem da Folha do Rio)              |
| João Batista Ribeiro   | Advogado                                                       |
| Jurandir Silva         | Segurança                                                      |
| Léa Alves              | Secretária de Talita                                           |
| Luís Orioni            | delegado que investiga o atentado contra Tião Borges           |
| Márcio Silva           | Miguel (filho de Selma e Luciano)                              |
| Maria Lígia            | Madre                                                          |
| Mário Petráglia        | Luciano (marido de Selma, morre linchado no primeiro capítulo) |
| Neila Tavares          | Roberta                                                        |
| Nelson Brook           | Procurador                                                     |
| Nelson Freitas         | Chefe de segurança                                             |
| Nena Ainhoren          | Júlia (vizinha de Selma)                                       |
| Noira Mello            | Joana (governanta de Talita)                                   |
| Rofran Fernandes       | Moreira                                                        |
| Carla Neil             |                                                                |
| Helena Rêgo            |                                                                |
| Rafael Vizarro         |                                                                |
| Renato Restier         |                                                                |
| Sólon de Almeida       |                                                                |

## Produção
A telenovela foi lançada com uma expectativa de reacender a audiência do horário, visto que as tramas anteriores não foram bem nesse quesito.
As expectativas foram por água a baixo pois telenovela não chamou a atenção do público. Para piorar a situação, o horário eleitoral exibido entre setembro e novembro de 1978 fez com que a Globo exibisse a novela às 23:00, o que fez a queda de público ser acentuada. Com o fim da propaganda eleitoral gratuita, a novela voltou para seu horário original e apresentou 10 capítulo apenas de resumos para manter o público a par dos acontecimentos. Também não adiantou, pois a rejeição à novela ainda prevalecia.
Numa última tentativa de salvar a novela, a Globo convocou Walter George Durst para auxiliar Dias Gomes. Ele colaborou nos 30 últimos capítulos da novela. Diante de mais um desastre no horário, a Globo decidiu cancelar a produção de novelas às 22:00. Uma reprise de Gabriela foi colocada como substituta e após o fim desta foram exibidas séries produzidas pela própria Globo. O horário só seria reaberto para novelas em 1983, com Eu Prometo.

## Exibição

### Outras Mídias
Nunca reprisada, foi disponibilizada pelo Globoplay em 14 de julho de 2025, através do Projeto Fragmentos, que visa resgatar obras incompletas cujos capítulos foram perdidos em incêndios ou no processo de substituição de mídias físicas por questões econômicas. Foram preservados seis capítulos: 01, 02, 58, 59, 115 e 116.

## Trilha Sonora

### Nacional
1. "Medo de Amar Nº 2" - Simone
2. "Panorama Ecológico" - Erasmo Carlos
3. "Rita Baiana" - Zezé Motta
4. "Anoiteceu" - Francis Hime
5. "Lero Lero" - Edu Lobo
6. "Salve o Verde" - Quarteto Em Cy
7. "Tiro Cruzado" - Sérgio Mendes
8. "O Silêncio é de Ouro" - Sá & Guarabyra
9. "Dos Cruzes" - Ney Matogrosso
10. "Os Outros Que Se Danem Football Club" - Nelson Gonçalves
11. "Nós, Os Grandes Artistas" - Marilia Medalia
12. "Cais" - Nana Caymmi

### Internacional
1. "A Distant Time" - Freya Crane
2. "Boogie Oogie Oogie" - Black Symphony
3. "Love Me Again" - Rita Coolidge
4. "Love's In You, Love's In Me" - Giorgio & Chris
5. "Lay Down Sally" - Eric Clapton
6. "Times Are Changing" - Daniel Gerard
7. "Ti Sento" - Nicola Di Bari
8. "Fool (If You Think It's Over)" - Chris Rea
9. "Still The Same" - Bob Seger
10. "Shadow Dancing" - Andy Gibb
11. "Goodbye Girl" - David Gates
12. "Midnight Sun" - Shaun Cassidy
13. "The Loneliest Man On The Moon" - David Castle
14. "Lei Era" - Willy Morales